# Michael Seater
Michael Bruce Patrick Seater (* 15. Januar 1987 in Toronto, Ontario) ist ein kanadischer Schauspieler.
Seater besuchte die Etobicoke School of the Arts in Etobicoke, Toronto. Er ist bekannt geworden durch seine Rolle Derek in Mensch, Derek!.

## Filmografie
- 1997: Night of the Living
- 1998: Rescuers: Stories of Courage: Two Couples
- 1998: Noddy – Big Bullies (Fernsehserie)
- 1998: Jonovision – Jonopalooza 3 (Fernsehserie)
- 1998: Space Virus (Future Fear)
- 1999: Jenny and the Queen of Light
- 1999: The Stone Skipper
- 1999: Real Kids, Real Adventures – Desert Rescue: The Robby Naylor Story (Fernsehserie)
- 1999: Spurlos verschwunden – Eine Mutter gibt nicht auf (Vanished Without a Trace)
- 2000: Zweimal im Leben (Twice in a Lifetime) (Fernsehserie)
- 2000: Brian Jacques’ Mattimeo: A Tale of Redwall
- 2000: Dirty Pictures
- 2001: I Was a Rat / Un Bon petit rat
- 2000–2002: The Zack Files (Fernsehserie)
- 2003: On Thin Ice / Breaking Through
- 2004: Zoe Busiek: Wild Card – Dr. Sidney Loses a Kidney
- 2005: Cyber Seduction: His Secret Life
- 2005: The Prize Winner of Defiance, Ohio
- 2002–2006: Strange Days at Blake Holsey High (Fernsehserie)
- 2006: Shades of Black: The Conrad Black Story
- 2006–2007: ReGenesis (Fernsehserie)
- 2007: Einfach Sadie! (Naturally, Sadie) (Fernsehserie)
- 2007: She Drives Me Crazy
- 2005–2009: Mensch, Derek! (Life with Derek, Fernsehserie, 70 Folgen)
- 2009–2017: Murdoch Mysteries (Fernsehserie, 8 Folgen)
- 2010–2011: 18 to Life (Fernsehserie, 25 Folgen)
- 2023: Life with Luca